# رد هود

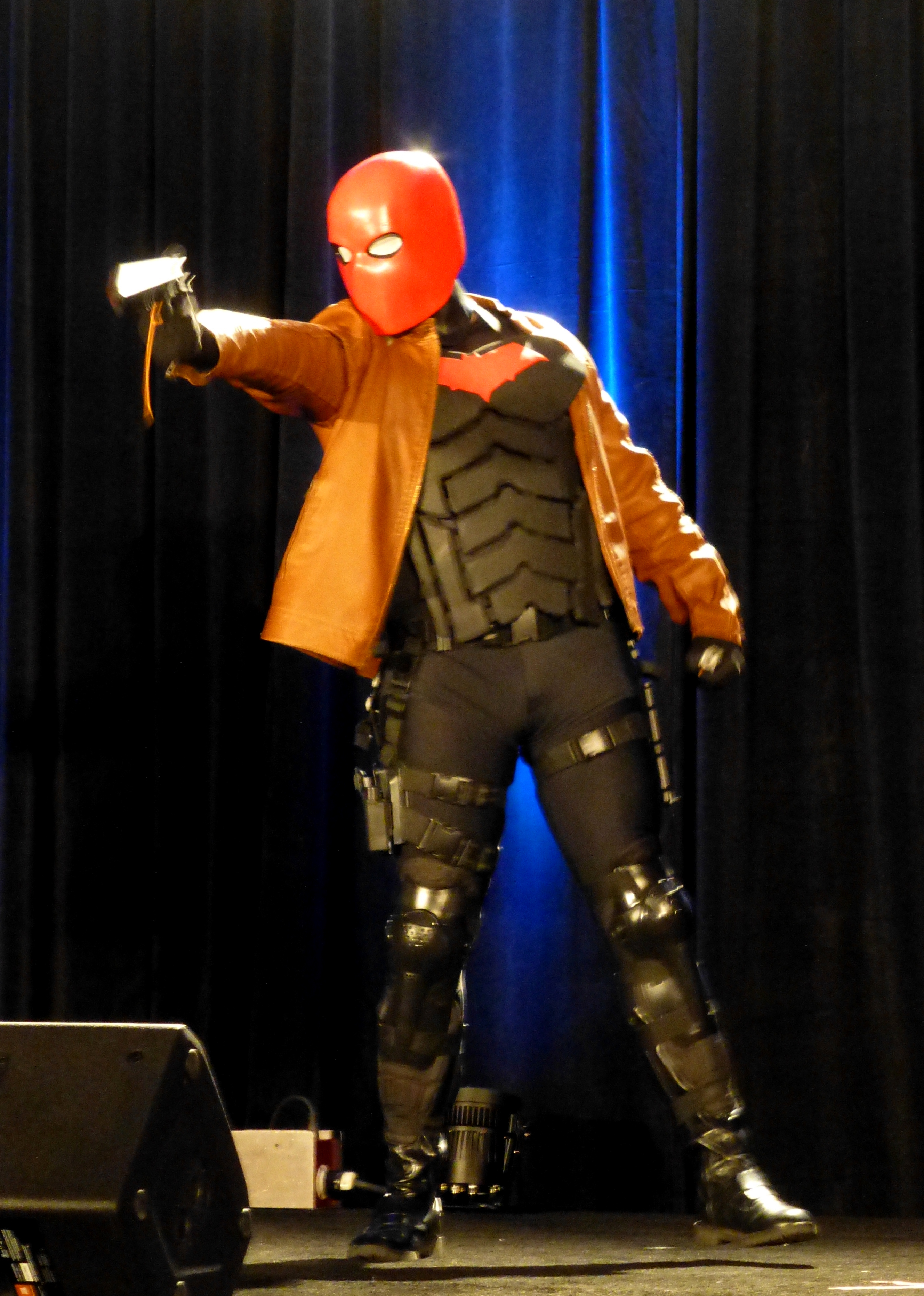
شخصیت رد هود در تئاتر

ردهود (به انگلیسی: Red Hood) نام مخفیانهٔ تعدادی از شخصیت‌های کمیک‌های شرکت دی‌سی می‌باشد.جیسون تاد ملقب به ردهود رابین دوم بتمن بود.رد هود بخاطر مهارت های خارق‌العاده اش طبق اثرات و کمیک ها پرطرفدارترین رابین بتمن است. جیسون تاد شخصیتی است که بیش از بقیه این لقب را در اختیار داشته و دارد.
او در بتمن:شوخی کشنده گذشتهٔ جوکر معرفی شده، او از آنجایی که به پول نیاز داشته به دنبال کار خلاف می‌افتد و کلاهی به رنگ قرمز به سر می‌گذارد. او به دنبال پول‌های داخل یک پالایشگاه صنعتی می‌رود که خود زمانی در آنجا کار می‌کرده. در همان زمان فردی وارد پالایشگاه می‌شود او و دو همراهش فکر می‌کنند که گارد محافظتی است برای اینکه فرار کنند آنها از روی لوله ای رد می‌شوند که هر دو طرف آن پر از مواد شیمیایی است. ولی پای هرسهٔ آنها سر می‌خورد و می‌افتند داخل آن مواد، آن دو نفر می‌میرند اما رد هود یا همان جوکر به دلیل کلاه زنده می‌ماند اما تقریباً دیوانه می‌شود. رنگ موهای او از قهوه ای به سبز تغییر می‌کند و پوستش کاملاً سفید می‌شود. او شب به خانه می‌رود و جسد زن حاملهٔ خود را که در یک تصادف مرده بود سوزاند. با این حال او هنوز باهوش‌ترین دشمن بتمن است. البته بعدها توسط یک بمب‌گذاری کشته و نا پدید می‌شود
دربین برخی از DC فن‌ها ختلاف وجود دارد که آیا جیسون تاد اولین رابین بوده‌است یا دومین رابین. اما به هر حال جیسون تاد به دست جوکر در یک انبار متروکه کشته می‌شود و بتمن نمی‌تواند خود را برای نجات او به موقع برساند. راش الغول برای اینکه بتواند نظر بتمن را برای ازدواج با دخترش جلب کند جسد جیسون تاد را می دزد و در چشمهٔ لازاروس قرار می‌دهد. جیسون تاد زنده می‌شود اما دیگر مانند آن جیسون تاد قبلی نیست. او برای اینکه بتمن بعد از کشته شدن او توسط جوکر جوکر را زنده گذاشته‌است از بتمن کینه به دل می‌گیرد و برای خودش هویت جدیدی به نام ردهود می‌سازد.